# Parafia św. Jadwigi Królowej w Chojnicach
Parafia Świętej Jadwigi Królowej w Chojnicach – rzymskokatolicka parafia należąca do  dekanatu Chojnice, diecezji pelplińskiej.